# Thrixspermum pugionifolium
Thrixspermum pugionifolium là một loài thực vật có hoa trong họ Lan. Loài này được (Hook.f.) Schltr. miêu tả khoa học đầu tiên năm 1911.